# Crisfield (Kansas)
Pour l’article homonyme, voir Crisfield.
 (août 2022).
Si vous disposez d'ouvrages ou d'articles de référence ou si vous connaissez des sites web de qualité traitant du thème abordé ici, merci de compléter l'article en donnant les références utiles à sa vérifiabilité et en les liant à la section « Notes et références ».
Crisfield est un ancien village disparu du Comté de Harper dans l'état du Kansas aux États-Unis.
Fondée en 1883, cette localité a été très active grâce au chemin de fer qui y passait. Mais comme bon nombre des communautés du Kansas, Crisfield se vide peu à peu à cause des pénuries d'eau potable. Le village disparaît définitivement en 1951 avec la fermeture du bureau de poste.

## Histoire
Le bureau de poste le plus proche était situé au  nord de Crisfield, à Otego. C'est en février 1885 que le bureau de poste est déplacé à Crisfield. 
L'année suivante, la Southern Kansas Railroad prolonge la ligne de chemin de fer jusqu’à Crisfield venant de Attica, au nord-est. 
A un moment, Crisfield était considérée comme une ville en plein essor avec une population estimée à 1 500 habitants. L'Atlas de 1886 montre que la ville a été établie dans une zone de vingt-deux pâtés de maisons, avec une partie non cadastrée appartenant à la Camp Town Company. Les premiers établissements commerciaux étaient les suivants : deux hôtels, deux banques, quatre écuries, quatre épiceries, un élévateur à grains, deux parcs à bois et une pharmacie. Un journal, le Crisfield Courier, a été créé en 1885, avec Charles Wilson comme rédacteur en chef. Cette entreprise a été abandonnée en 1889. Il y avait une école et une église méthodiste dans la ville. "Crisfield est en plein essor, F. F. McMullin a un nouvel atelier de forgeron, son fils, Jack, dirige le magasin de produits secs et d'épicerie et ils ont récemment acheté la quincaillerie. A. S. Vance a une bonne cour à bois et un bon commerce de céréales. H.J. Mandeville possède l'hôtel." raconte The Attica Independent en  février 1911. 
Mais le manque d'eau potable dans la ville cause un problème. En 1918, Crisfield compte 48 habitants. En 1923, un cyclone endommage sévèrement la ville. Mr. et Mme Lonnie Reneau étaient les derniers habitants de Crisfield. Mme Reneau était la maître de poste lorsque le bureau a définitivement fermé en 1951.
Il ne reste plus rien de Crisfield sur le terrain de nos jours.